# 市民フォーラム
市民フォーラム（しみんフォーラム、チェコ語: Občanské fórum、略称：OF）は、チェコスロバキア社会主義共和国における民主化運動（ビロード革命）を主導した勢力によって1989年11月19日に結成された非共産党系政治運動の名称である。

## 沿革
1989年11月17日に発生した学生デモをきっかけとした民主化運動が高まりを見せ始めた中、同月19日に共産党一党支配体制打破と民主化を求める市民や自主的組織が結集して結成された。OFは水平的ネットワークを基本とする組織形態を採り、組織としての代表は設置せず、プラハに置かれた調整センターが運動全体をとりまとめた。

### 国民和解政府への参加
ビロード革命後の12月に発足した国民和解政府にOFの中心メンバーが閣僚として入閣し、OFの象徴的存在であるヴァーツラフ・ハヴェルは同年12月29日に大統領に選出された。翌1990年6月に行われた連邦議会のチェコ地域とチェコ国民評議会（チェコ地域における地方議会）の各選挙においてOFは過半数の議席を得た。選挙後、連邦レベルではスロバキア地域の姉妹組織である「暴力に反対する公衆」（VPN）と、チェコ地域ではキリスト教民主党（KDS）やチェコスロバキア人民党（CSL）と共に連立政権を発足させた。

### 組織の分裂
連立政権発足後、OFの組織政党への転換を求めるヴァーツラフ・クラウス（当時は連邦政府財務相、前チェコ大統領）らの右派グループと、あくまで水平的組織構造を維持すべきとするイジー・ディーンストビール（当時連邦政府外相）の中道派グループの間で対立が深まった。結局、クラウスらのグループが1991年春に経済的自由主義に立脚した市民民主党（ODS）を発足、ディーンストビールら中道派は「市民運動」（OH）を発足させたことで、OFは分裂することになった。またOF内で活動していた市民民主同盟（ODA）は独自路線を歩み、社会民主主義グループの大半はチェコ社会民主党（CSSD）に合流した。

### 分裂後
1992年総選挙で、ODSは第一党となり（この時はKDSと連立リストODS-KDSを組んだ）、その後のチェコ政界における主要政党の一員となった。一方のOHは議席獲得に必要な得票率5％の壁（議席阻止条項）を突破することができず、主要政党の座から転落する結果となった。その後OHは1996年にチェコスロバキア国民社会党に吸収合併された。

## 党勢推移
1990年
- 1990年チェコスロバキア連邦議会選挙チェコ選挙区
  - 人民院（101議席）：68議席（得票率53.15％）
  - 国民院（75議席）：50議席（得票率49.96％）
- 1990年チェコ共和国国民評議会選挙（200議席）：127議席（得票率49.50％）